# 油皮芒蛤
油皮芒蛤（学名：Solemya pervernicosa）是芒蛤目芒蛤科芒蛤属的一种。

## 分佈
主要分布于台湾，常栖息在浅海沙底。